# Carl Otto (Versicherungsdirektor)
Carl Otto, auch Karl Otto, (* 24. März 1844 in Neustedt; † 31. März 1898 in Leipzig) war ein deutscher Versicherungsdirektor. Er war Generaldirektor der Leipziger Lebens- und Feuerversicherung.

## Leben
Otto studierte zunächst in Göttingen, später in Berlin Mathematik. Danach war er als Lehrer in St. Goarshausen tätig. Gesundheitliche Gründe zwangen ihn zur Aufgabe dieser Tätigkeit.
Otto trat am 1. Dezember 1869 in die Dienste der Leipziger Lebensversicherung. Er wurde bald Mathematiker der Gesellschaft und zum 1. Januar 1873 zum Revisor ernannt. 1875 gestaltete er maßgeblich die Neugliederung der Gesellschaft anhand neuer Statuten mit.
Am 1. Juli 1880 wurde er zum Direktor ernannt. Am 22. März 1884 verlieh ihm der Aufsichtsrat den Titel eines Generaldirektors.
Otto galt als Kapazität auf dem Gebiet des Versicherungswesens, der unter anderem kulantere Versicherungsbedingungen einführte. Am 8. Februar 1895 hielt er vor König Albert von Sachsen einen Vortrag über die Geschichte der Leipziger Lebensversicherung-Gesellschaft.
Im Oktober 1896 wurde er in den Versicherungs-Beirat bei den Staatsaufsichtsbehörden in Preußen berufen. Otto nahm zudem an den Sitzungen im Reichsamt des Innern zur Verabschiedung eines neuen Reichsversicherungsgesetzes teil.
Er wurde im Erbbegräbnis Nr. 87 in der VIII. Abteilung des Neuen Johannisfriedhofs beerdigt und von dort 1914 auf den Südfriedhof überführt.